# Ханакін
Ханакін (араб. خانقين, сорані خانەقین, курд. Xaneqîn, Xaniqîn) — місто в Іраку, в провінції Діяла.

## Географія
Місто розташовано поряд з іранським кордоном, на берегах річки Алванд (притока Діяли).

## Демографія
Динаміка чисельності населення міста за роками:
| 1965   | 2012   |
| ------ | ------ |
| 23 472 | 11 791 |